# Zeche Sophia (Dortmund)
Die Zeche Sophia ist ein ehemaliges Steinkohlenbergwerk im Dortmunder Stadtteil Wichlinghofen. Das Bergwerk war auch unter den Namen Zeche Sophia ins Osten, Zeche Sophia ins Westen und Zeche Sophia in der Hagetheuer Mark bekannt.

## Bergwerksgeschichte
Das Bergwerk war seit dem Jahr 1740 für mehrere Jahre in Betrieb. Für das Jahr 1754 ist eine Belegschaft von drei Bergleuten in den Unterlagen genannt. Im Jahr 1771 kam es zu einem Berechtsamsstreit mit der Zeche Melchertsbank. Später fiel das Grubenfeld ins Bergfreie. Am 30. April des Jahres 1799 wurde eine neue Mutung eingelegt. Im Anschluss daran ging das Bergwerk erneut in Betrieb, danach wurde das Bergwerk wieder stillgelegt. Im Jahr 1806 eigneten sich die Zechen Carlsbank und Caspar Friedrich die Restkohlenvorräte des Bergwerks widerrechtlich an.